# Acanthochitona defilippii
Acanthochitona defilippii is een keverslakkensoort uit de familie van de Acanthochitonidae. De wetenschappelijke naam van de soort is voor het eerst geldig gepubliceerd in 1874 door Tapparone Canefri.